# Autovía Pamplona-Irún
La A-?? o Autovía Pamplona-Irún es una futura autovía española. Las competencias están tramitadas al Gobierno de Navarra y a la Diputación Foral de Guipúzcoa en el último tramo.. 
En la actualidad, solo se contempla como una posible desdoblación de la N-121-A.

## Recorrido
La futura autovía empezará en la circunvalación de Pamplona, en la boca norte de los Túneles de Ezkaba. Será un desdoblamiento de la actual carretera N-121-A que transcurrirá paralelo a ella. En los Túneles de Velate, la carretera NA-1210 (antigua N-121-A), servirá como carretera alternativa a la autovía. En Irún se conectará a la AP-1 / AP-8 mediante un nudo poco antes de la frontera francesa. 

## Tramos
| Denominación | Tramo                                                                               | Kilómetros (+ / -) | Estado (2017)                           |
| ------------ | ----------------------------------------------------------------------------------- | ------------------ | --------------------------------------- |
| A-??         | Boca norte del Túnel de Ezkaba (PA-30) - Boca sur del Túnel de Velate (NA-1210)     | 22                 | Pendiente del nuevo estudio informativo |
| N-121-A      | Boca sur del Túnel de Velate (NA-1210) - Boca norte del Túnel de Almándoz (NA-1210) | 7                  | Pendiente del nuevo estudio informativo |
| A-??         | Boca norte del Túnel de Almándoz (NA-1210) - Nudo Oronoz-Mugaire (N-121-B)          | 7                  | Pendiente del nuevo estudio informativo |
| A-??         | Nudo Oronoz-Mugaire (N-121-B) - Endarlatsa (Frontera Guipúzcoa/Navarra)             | 27                 | Pendiente del nuevo estudio informativo |
| A-??         | Endarlatsa (Frontera Guipúzcoa/Navarra) - Irún (AP-8/AP-1)                          | 6                  | Pendiente del nuevo estudio informativo |

- Datos: Q30905542